# Tiberianus
Tiberianus est un sénateur romain, gouverneur de Judée à la fin du règne de Trajan.

## Biographie
Jean Malalas, auteur de la plus ancienne chronique byzantine conservée et datant du VIe siècle, parle de Tiberianus comme le gouverneur de « Palestine première » à l'époque du séjour d'Hadrien à Antioche en 114 dans le cadre de la guerre parthique de Trajan. La désignation de « Palestine première » est utilisé à partir du milieu du IVe siècle à la place de « Judée ». L'auteur utilise une désignation ultérieure pour une période antérieure.